# 拉罗什卡尼亚克
拉罗什卡尼亚克（法語：La Roche-Canillac，法語發音：[la ʁɔʃ kanijak]）是法国科雷兹省的一个市镇，位于该省中南部偏东，属于蒂勒区。

## 地理
拉罗什卡尼亚克（45°11'43"N, 1°58'7"E）面积3.02 平方千米，位于法国新阿基坦大区科雷兹省，该省份为法国中南部省份，北起上维埃纳省和克勒兹省，西接多爾多涅省，南至洛特省，东临多姆山省和康塔爾省。
与拉罗什卡尼亚克接壤的市镇（或旧市镇、城区）包括：尚帕尼亚克-拉普吕讷、格罗沙斯唐、居蒙、圣马丹拉梅阿讷。

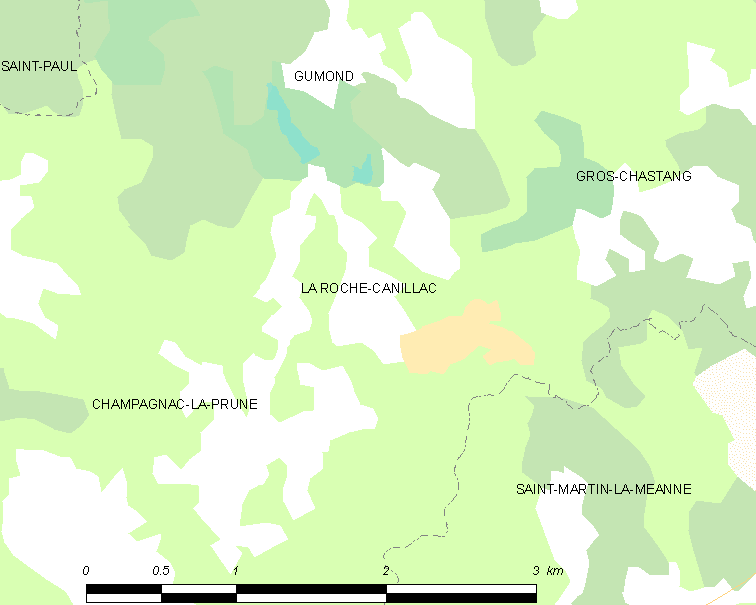
拉罗什卡尼亚克的OSM定位图

拉罗什卡尼亚克的时区为UTC+01:00、UTC+02:00（夏令时）。

## 行政
拉罗什卡尼亚克的邮政编码为19320，INSEE市镇编码为19174。

## 政治
拉罗什卡尼亚克所属的省级选区为圣福蒂纳德县。

## 人口

1962-2008年间拉罗什卡尼亚克人口变化图示

拉罗什卡尼亚克于2022年1月1日时的人口数量为127人。